# 알무타와킬

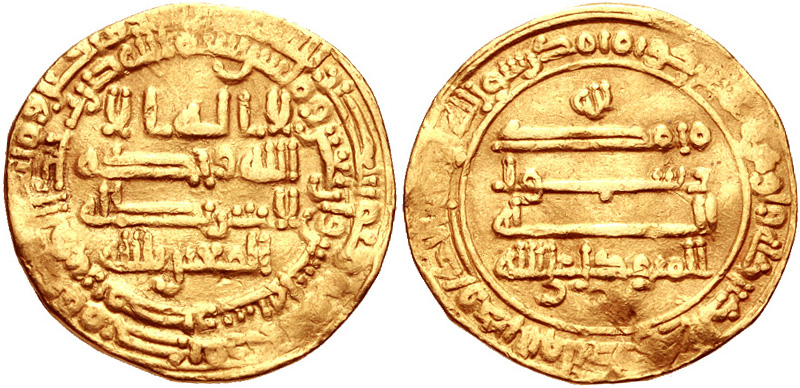

알무타와킬(아랍어: المتوكل على الله جعفر بن المعتصم, Al-Mutawakkil ˤAlā Allāh Jaˤfar ibn al-Muˤtasim, 821년 3월 ~ 861년 11월)은 아바스 왕조의 칼리파였다. 847년 재위해 861년까지 이라크의 사마라 일대를 다스렸으며 그는 그의 형이던 알와티크를 계승했다.

## 생애
알와티크가 칼리파이던 시절 그의 고관이던 무함마드 이븐 압드 알말리크는 알무타와킬을 못살게 굴었다. 847년 9월 무타와킬이 그를 체포했다. 모든 재산을 몰수했고 인두로 그를 고문했다. 그는 11월 2일 죽었고 칼리파가 되자 당시 자신을 멸시하던 자들을 하나씩 죽였다.
이슬람력으로 235년(849년) 무타와킬 정권 내 명성이 높던 장군, 이타크 알카자리가 모반을 일으켜 바그다드를 장악하자 그는 카자리를 붙잡아 가둬 굶겨 죽였다. 마흐무드 이븐 알파라즈 알나야부리라는 사람이 선지자라 호칭하며 일어서자 추종자들과 그를 잡아 가두고 850명을 죽였다.
851-852년 아르메니아인들이 모반을 꾸미자 정복하고 지역 관리를 죽였다. 알무타와킬은 그의 장군이던 부가 알카비르를 보냈으며 당장 성공해 이듬해 반항 세력을 축출하고 잡아다 사형시켰다. 그 해 비잔틴 제국이 다미에타 지역을 공격했다.
854-855년에는 지금의 경찰 서장에 해당하는 자가 모반을 꾀했다는 이유로 선자를 죽이자 그를 쫓아내는 한편 다른 사람을 세웠다. 그러나 이듬해 새 청장에 반대하는 세력의 모반이 일어나 무타와킬이 직접 나서서 모든 사건을 처리했다. 기독교인이 반기에 동조해 그들도 쫓겨났다.
241년 부자에서 아프리카계 주민들이 상이집트 지역에서 반란을 일으켰다. 금광에서 세금을 지불했는데 이를 중지하고 사람들을 괴롭히거나 무슬림을 강제로 부역에 동원한 것이다. 부자 지역 자체의 왕이 반기를 들자 그는 알쿠미를 보냈고 그는 7척의 배에 물자를 싣고 병력을 앞세워 먼 거리에 있던 식민지를 다시 복속하는 데 성공했다. 전투에서 이기자 다시 세금 부과가 시작됐다.
546년 2월 비잔틴제국과 포로 교환이 있었으며 4년간 이런 활동이 지속됐다.
알무타와킬의 통치 기간은 아바스 왕조의 황금기로 꼽히며 왕조 내에서는 마지막 대왕으로 꼽힌다. 그의 죽음 후 쇠락기가 찾아오게 됐기 때문이다.
그는 특별히 터키 출신의 정치가와 노예 군인에 의존해 그들이 모든 진압과 모반을 처리하도록 했다. 비잔틴 제국과 시칠리아에서 전쟁을 벌일 때도 그랬다. 알파스 븐 카칸이라는 자가 대표로서 무타와킬의 시대를 대표하는 장수였다.
그의 지나친 의존은 결국 스스로를 옥죄는 결과를 초래했고 무타와킬은 터키 출신의 장군을 죽였다. 샤에 대한 불경함에 대한 것으로 장수를 죽이자 그 이후로 무타와킬의 신임은 급속도로 낮아졌다.
알무타와킬은 861년 12월 11일 한 터키 군인에 의해 암살당했다. 일부에서는 아버지와 떨어져 사이가 좋지 않았던 그의 아들이 꾸민 계략이라고 보기도 한다.
알무타와킬은 피부가 약간 까맣고 수염이 많지 않으며 눈이 아름다운 사람이었다고 전해진다.